# Корзо Пјемонте Секонда Траверза (Изернија)
Корзо Пјемонте Секонда Траверза је насеље у Италији у округу Изернија, региону Молизе.
Према процени из 2011. у насељу је живело 20 становника. Насеље се налази на надморској висини од 149 м.